# Hakupu
Hakupu er den næststørste landsby i Niue. Det ligger i den sydlige del af øen og har det største areal af alle 14 landsbyer i Niue med mere end 48 km². I 2017 havde landsbyen 220 indbyggere.
 Der er for få eller ingen kildehenvisninger i denne artikel, hvilket er et problem. Du kan hjælpe ved at angive troværdige kilder til de påstande, som fremføres i artiklen.